# S.C. Beira-Mar
Sport Clube Beira-Mar je portugalski nogometni klub iz Aveira. Klub je utemeljen 1922. godine. U sezoni 2019./20. klub igra u Campeonato de Portugal (3. rang), u Serie C.
Beira-Mar danas igra na novom nogometnom stadionu sagrađenom za Nogometno EP 2004. Novi stadion se zove Estádio Municipal de Aveiro (Aveirski općinski stadion).

## Poznati igrači
- Eusébio (sezona 1976./77.)
- Eugen Josip Galeković (sezona 2004./05.)